# オーリヤック
オーリヤック（オリヤック）（Aurillac 発音例）はフランス中央部、ジョルダン川河畔の都市で、カンタル県の県庁所在地である。

## 人口統計
| 1962年 | 1968年 | 1975年 | 1982年 | 1990年 | 1999年 | 2006年 | 2011年 |
| ------ | ------ | ------ | ------ | ------ | ------ | ------ | ------ |
| 24563  | 28226  | 30863  | 30963  | 30773  | 30551  | 29477  | 27338  |

参照元:1999年までEHESS、2004年以降INSEE

## 姉妹都市
- ボホルト、ドイツ
- バセットロウ、イギリス
- ブグニ、マリ共和国
- アルテア、スペイン
- ヴォロナ（英語版）、ルーマニア

## ゆかりのある人物
- ジャック・ドロール：元欧州委員会委員長